# Roane megye (Nyugat-Virginia)
Roane megye az Amerikai Egyesült Államokban, azon belül Nyugat-Virginia államban található. Megyeszékhelye és legnagyobb városa Spencer. Lakosainak száma 14 028 fő (2020. április 1.). Roane megye Wirt, Calhoun, Clay, Jackson és Kanawha megyékkel határos.

## Népesség
A megye népességének változása:
| Lakosok száma | 14 890 | 14 828 | 14 693 | 14 656 | 14 435 | 14 028 |
|               | 2010   | 2011   | 2012   | 2013   | 2015   | 2020   |